# Saint-Pierre-de-Chandieu
Saint-Pierre-de-Chandieu är en kommun i departementet Rhône i regionen Auvergne-Rhône-Alpes i östra Frankrike. Kommunen ligger i kantonen Saint-Symphorien-d'Ozon som tillhör arrondissementet Lyon. År 2022 hade Saint-Pierre-de-Chandieu 4 588 invånare.

## Befolkningsutveckling
Antalet invånare i kommunen Saint-Pierre-de-Chandieu
| Referens: INSEE |